# Superbike-VM 2009
Superbike-VM 2009 kördes över 14 omgångar och 28 heat. Ben Spies låg i klart underläge mot Noriyuki Haga, men dominerade andra halvan av säsongen, och tog en knapp titel.

## Teamuppställningar
| Team               | Förare          | Förare           | Förare       | Motorcykel                |
| ------------------ | --------------- | ---------------- | ------------ | ------------------------- |
| Xerox Ducati       | Noriyuki Haga   | Michel Fabrizio  | -            | Ducati 1098R              |
| Yamaha Italia      | Ben Spies       | Tom Sykes        | -            | Yamaha YZF-R1             |
| Alstare Suzuki     | Max Neukirchner | Yukio Kagayama   |              | Suzuki GSX-R1000          |
| Ten Kate Honda     | Carlos Checa    | Ryuichi Kiyonari | Jonathan Rea |                           |
| Aprilia            | Max Biaggi      | Shinya Nakano    | -            |                           |
| BMW Motorrad       | Troy Corser     | Rubén Xaus       | -            |                           |
| Sterilgarda Ducati | Shane Byrne     |                  | -            |                           |
| Stiggy Honda       | Leon Haslam     | John Hopkins     |              | Honda CBR1000RR Fireblade |

### Delsegrare
| Datum        | Bana           | Vinnare         | Märke   | Vinnare         | Märke  |
| ------------ | -------------- | --------------- | ------- | --------------- | ------ |
| 1 mars       | Phillip Island | Noriyuki Haga   | Ducati  | Ben Spies       | Yamaha |
| 14 mars      | Losail         | Ben Spies       | Yamaha  | Ben Spies       | Yamaha |
| 5 april      | Valencia       | Noriyuki Haga   | Ducati  | Noriyuki Haga   | Ducati |
| 26 april     | Assen          | Ben Spies       | Yamaha  | Noriyuki Haga   | Ducati |
| 10 maj       | Monza          | Michel Fabrizio | Ducati  | Ben Spies       | Yamaha |
| 17 maj       | Kyalami        | Noriyuki Haga   | Ducati  | Noriyuki Haga   | Ducati |
| 31 maj       | Miller         | Ben Spies       | Yamaha  | Ben Spies       | Yamaha |
| 21 juni      | Misano         | Ben Spies       | Yamaha  | Jonathan Rea    | Honda  |
| 28 juni      | Donington Park | Ben Spies       | Yamaha  | Ben Spies       | Yamaha |
| 26 juli      | Brno           | Max Biaggi      | Aprilia | Ben Spies       | Yamaha |
| 6 september  | Nürburgring    | Ben Spies       | Yamaha  | Ben Spies       | Yamaha |
| 27 september | Imola          | Noriyuki Haga   | Ducati  | Michel Fabrizio | Ducati |
| 4 oktober    | Magny-Cours    | Ben Spies       | Yamaha  | Noriyuki Haga   | Ducati |
| 25 oktober   | Algarve        | Ben Spies       | Yamaha  | Michel Fabrizio | Ducati |

### VM-tabell
| Plats | Förare            | Märke         | Poäng |
| ----- | ----------------- | ------------- | ----- |
| 1     | Ben Spies         | Yamaha        | 462   |
| 2     | Noriyuki Haga     | Ducati        | 456   |
| 3     | Michel Fabrizio   | Ducati        | 382   |
| 4     | Max Biaggi        | Aprilia       | 319   |
| 5     | Jonathan Rea      | Honda         | 315   |
| 6     | Leon Haslam       | Honda         | 241   |
| 7     | Carlos Checa      | Honda         | 209   |
| 8     | Shane Byrne       | Ducati        | 192   |
| 9     | Tom Sykes         | Yamaha        | 176   |
| 10    | Jakub Smrž        | Ducati        | 169   |
| 11    | Ryuichi Kiyonari  | Honda         | 141   |
| 12    | Yukio Kagayama    | Suzuki        | 128   |
| 13    | Troy Corser       | BMW           | 96    |
| 14    | Shinya Nakano     | Aprilia       | 86    |
| 15    | Régis Laconi      | Ducati        | 77    |
| 16    | Max Neukirchner   | Suzuki        | 75    |
| 17    | Rubén Xaus        | BMW           | 74    |
| 18    | Broc Parkes       | Kawasaki      | 51    |
| 19    | Matthieu Lagrive  | Honda         | 34    |
| 20    | Leon Camier       | Yamaha        | 32    |
| 21    | Fonsi Nieto       | Suzuki Ducati | 22    |
| 22    | Karl Muggeridge   | Suzuki        | 21    |
| 23    | John Hopkins      | Kawasaki      | 17    |
| 24    | Matteo Baiocco    | Kawasaki      | 17    |
| 25    | Marco Simoncelli  | Aprilia       | 16    |
| 26    | Lorenzo Lanzi     | Ducati        | 15    |
| 27    | Makoto Tamada     | Kawasaki      | 12    |
| 28    | Gregorio Lavilla  | Ducati        | 12    |
| 29    | Luca Scassa       | Kawasaki      | 11    |
| 30    | Jamie Hacking     | Kawasaki      | 9     |
| 31    | James Ellison     | Yamaha        | 8     |
| 32    | Sheridan Morais   | Kawasaki      | 8     |
| 33    | Simon Andrews     | Kawasaki      | 6     |
| 34    | Sylvain Guintoli  | Suzuki        | 6     |
| 35    | Tommy Hill        | Honda         | 6     |
| 36    | David Salóm       | Kawasaki      | 5     |
| 37    | David Checa       | Yamaha        | 4     |
| 38    | Brendan Roberts   | Ducati        | 3     |
| 39    | Roberto Rolfo     | Honda         | 3     |
| 40    | Vittorio Iannuzzo | Honda         | 2     |
| 41    | Jake Zemke        | Honda         | 1     |
| 42    | Alessandro Polita | Suzuki        | 1     |